# Potelières
Potelières település Franciaországban, Gard megyében. Lakosainak száma 368 fő (2022. január 1.). Potelières Allègre-les-Fumades, Les Mages, Saint-Ambroix, Saint-Denis, Saint-Julien-de-Cassagnas és Saint-Victor-de-Malcap községekkel határos.

## Népesség
A település népességének változása:
| Lakosok száma | 259  | 238  | 256  | 342  | 341  | 369  | 373  | 363  | 358  | 368  |
|               | 1968 | 1982 | 1990 | 2006 | 2013 | 2015 | 2017 | 2019 | 2020 | 2022 |